# Nakajima Ki-49
Nakajima Ki-49 Donryu (japanska: 呑龍) var ett japanskt tvåmotorigt bombflygplan som användes under andra världskriget. Planet utvecklades av Nakajima Hikoki KK för den Kejserliga japanska arméns luftkår och användes mellan 1941 och 1945. Dess allierade rapporteringsnamn var Helen. Ki-49 konstruerades för dagtida bombuppdrag och drevs av två Nakajima 14-cylinders stjärnmotorer.
Ki-49 skulle ersätta existerande Mitsubishi Ki-21, men anses generellt sett ha vart en besvikelse på grund av dess otillräckliga prestanda samt sårbarheten gentemot allierat jaktflyg.
Produktionen avslutades 1944 då japanska imperiets istället valde att prioritera ersättaren Mitsubishi Ki-67. Totalt färdigställdes 819 exemplar, av dessa finns inget bevarat idag, förutom ett vrak i Papua Nya Guineas djungel.

## Utveckling
Arméns flygkår satte upp en ny uppsättning krav på ett bombplan som skulle komma att ersätta Ki-21, som precis hade gått i aktiv tjänst 1938. Trots att Ki-21 vid denna tid var ett mycket avancerat bombflygplan förstod armén att utveckling inom jaktflyget snart skulle innebära att Ki-21 inte längre kunde operera utan jakteskort, och målet var att ha ett bombflygplan som kunde flyga tillräckligt snabbt med tillräcklig defensiv beväpning för att kunna utföra sina uppdrag självständigt, helt utan eskort. Kraven var följande:
- Maximal hastighet på minst 500 km/h
- Bomblast på minst 1 000 kg
- Räckvidd på minst 3 000 km
- Viss bepansring kring besättningen
- Självförslutande bränsletankar
- Defensiv beväpning på minst en toppmonterad 20 mm automatkanon, och resterande i kaliber 7,7 mm

Sommaren 1938 påbörjades arbetet med Ki-49. Konstruktionen var helt i metall, med en glasbeklädd nos med rundad form och mittmonterade vingar. Den defensiva beväpningen bestod av en 20 mm Ho-1 automatkanon samt 5 stycken typ 89 7,7 mm kulsprutor. Besättningen bestod av en pilot, andrepilot, bombfällare, navigatör, radio operatör/skytt samt tre ytterligare skyttar för totalt åtta besättningsmedlemmar. För att uppfylla arméns krav var samtliga bränsletankar självförslutande och likaså oljetanken. 
Prototypen flög första gången i augusti 1939 med Nakajima Ha 5-motorer på 949 hk vardera. Under de första flygningarna konstaterade piloterna att Ki-49 hade imponerande manöverbarhet för sin storlek, speciellt i låga hastigheter, men de rapporterade även att planet skulle behöva betydligt mer motoreffekt för att flygas med bomblast. Efter det följde en ny prototyp med Nakajima Ha 41-motorer på 1 250 hk vardera, och det var dessa motorer som var tänkta för Ki-49 från början. Dessa var 14-cylindriga, tvåradiga, luftkylda stjärnmotorer med stor diameter, och en vidareutveckling av tidigare nämna Ha 5-motorn. Ytterligare sju prototyper med diverse modifieringar konstruerades och flögs innan beslutet togs att påbörja serieproduktion av Ki-49, i mars 1941, under det officiella namnet "Arméns tunga bombflygplan typ 100" (一〇〇式重爆撃機). Det bör nämnas att även om det i japanska imperiet klassificerades som ett tungt bombplan, så kan det med sin tvåmotoriga konfiguration och sin maximala bomblast på 1 ton närmast jämföras med samtida medeltunga bombflygplan, som exempelvis Heinkel He 111 eller B-25 Mitchell.

## Användning
Från och med augusti 1941 började Ki-49 serieproduceras. Produktionstakten var långsam i början, och det var inte förrän i februari 1942 som Ki-21 hade lämnat produktionslinjerna. Ki-49 tjänstgjorde först över Kina, och sedan över Nya Guinea och bombräderna mot Australien. 
Ki-49 ses generellt sätt som en besvikelse. Även om besättningen uppskattade bepansringen, den defensiva beväpningen och de självförslutande bränsletankarna, så var prestandan var inte en tillräcklig uppgradering från Ki-21, och ur vissa aspekter var Ki-21 fortfarande bättre. Exempelvis var Ki-49 svårare att flyga och i verkliga förhållanden hade Ki-49 lägre maximal bomblast än sin föregångare. Motorerna visade sig vara opålitliga och för svaga, vilket gav begränsad bomblast och otillräcklig prestanda. Målet att kunna använda Ki-49 utan jakteskort visade sig vara omöjligt, då planet inte var tillräckligt snabbt och istället blev ett relativt enkelt mål för allierade jaktplan.
Den defensiva beväpningen ansågs vara otillräcklig, varför 12,7 mm Ho-103 tksp ersatte de befintliga 7,7 mm ksp när Ki-49-II introducerades. Denna version försökte även åtgärda de svaga motorerna, och de ersattes därför med de kraftfullare Ha-109-motorerna, på 1 500 hk vardera. Trots förbättringarna var förlustsiffrorna fortsatt höga, och det var tydligt att Ki-49 skulle förbli en besvikelse. 
Ki-49-II användes i stora antal för sista gången över Filippinerna, och det blev då ännu tydligare hur sårbara planen var. De flesta av de få överlevande Ki-49 på Filippinerna användes i kamikaze-attacker mot den allierade flottan. På dessa plan hade all defensiv beväpning tagits bort, besättningen bestod endast av två och bomblasten höjts till max 1 600 kg.
Efter att det blivit tydligt hur sårbar Ki-49 var i sin ursprungliga roll började det istället användas i andra roller, exempelvis som transportflygplan, vid ubåtsbekämpning och även som nattjaktplan. Vid nattjakt arbetade Ki-49 i par, den ena med en strålkastare i glasnosen och den andra med en 75 mm automatkanon. Tanken var att det strålkastarutrustade planet skulle lokalisera ett allierat bombplan, markera det med strålkastaren för att det andra planet i paret sedan skulle skjuta ned det. Det blev dock snabbt klart att Ki-49 inte alls hade tillräcklig prestanda för att klättra upp till och hinna ikapp allierade bombplan.
Tillverkningen av Ki-49 avbröts i december 1944, för att istället satsa på dess efterträdare, Mitsubishi Ki-67. 819 Ki-49 hade tillverkats, 769 av Nakajima och ytterligare 50 av Tachikawa. Det fanns planer på att flytta tillverkningen till Manchukuo, men detta genomfördes aldrig. 

## Varianter

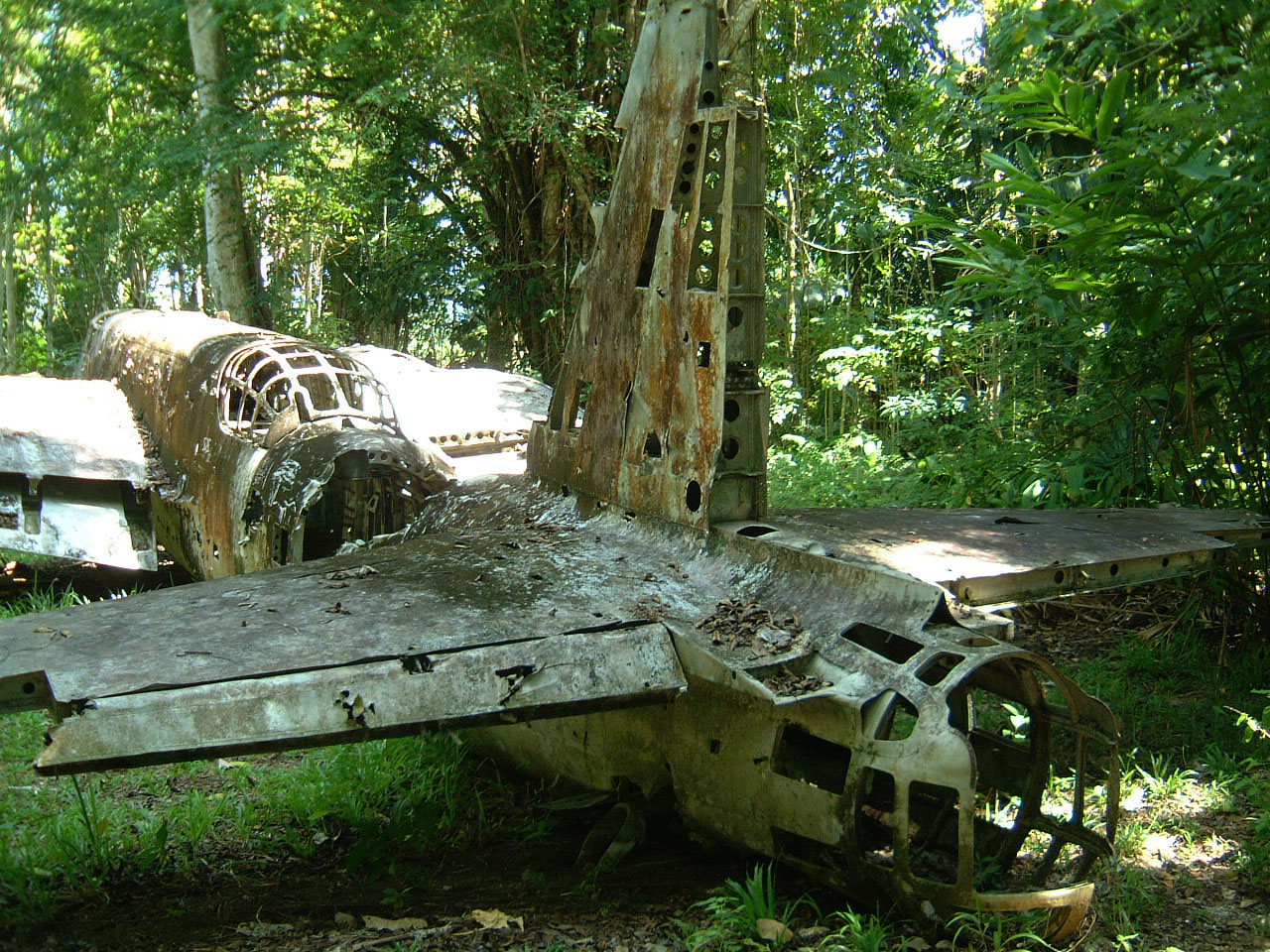
Ki-49 vraket på Papua Nya Guinea.

Ki-49 (キ49) - Första serien av prototyper. De första två utrustade med Ha 5-motorer (949 hk) och de senare Ha 41-motorer (1 250 hk). 10 byggda.
Ki-49-I (一型) - Första versionen att serieproduceras, identisk med de sista prototyperna. Ha-41-motorer, defensiv beväpning bestående av en 20 mm akan och fem 7,7 mm ksp. 129 byggdes mellan augusti 1941 och augusti 1942.
Ki-49-II (二型) - Två prototyper byggda våren 1942 med de kraftigare Ha-109-motorerna (1 500 hk) samt mer bepansring och förbättrad självförslutning till bränsletankarna.
Ki-49-II Kō (二型甲) - Produktionsvarianten av Ki-49-II. 617 tillverkade från och med augusti 1942.
Ki-49-II Otsu (二型乙) - Ny produktionsvariant med ny defensiv beväpning. Samtliga 7,7 mm ksp med undantag för en byttes mot 12,7 mm tksp.
Ki-49-III (三型) - Ett försök att installera Nakajima Ha 117-motorer (2 421 hk). Endast 6 byggda mellan mars och december 1943 på grund av problem med de nya motorerna.
Ki-58 (キ58) - Experimentell variant där tre Ki-49 byggdes om till tunga jaktplan för långa eskortuppdrag. Beväpningen var fem 20 mm akan och tre 12,7 mm tksp. Projekted övergavs när Ki-43 gick i tjänst, som hade tillräcklig räckvidd för att fylla denna roll.
Ki-80 (キ80) - Från början tänkt som en Ki-49 för formationsledaren, med tyngre beväpning. 2 byggda i oktober 1941, dessa användes istället för att testa Ha 117-motorerna för Ki-49-III.

## Bilder

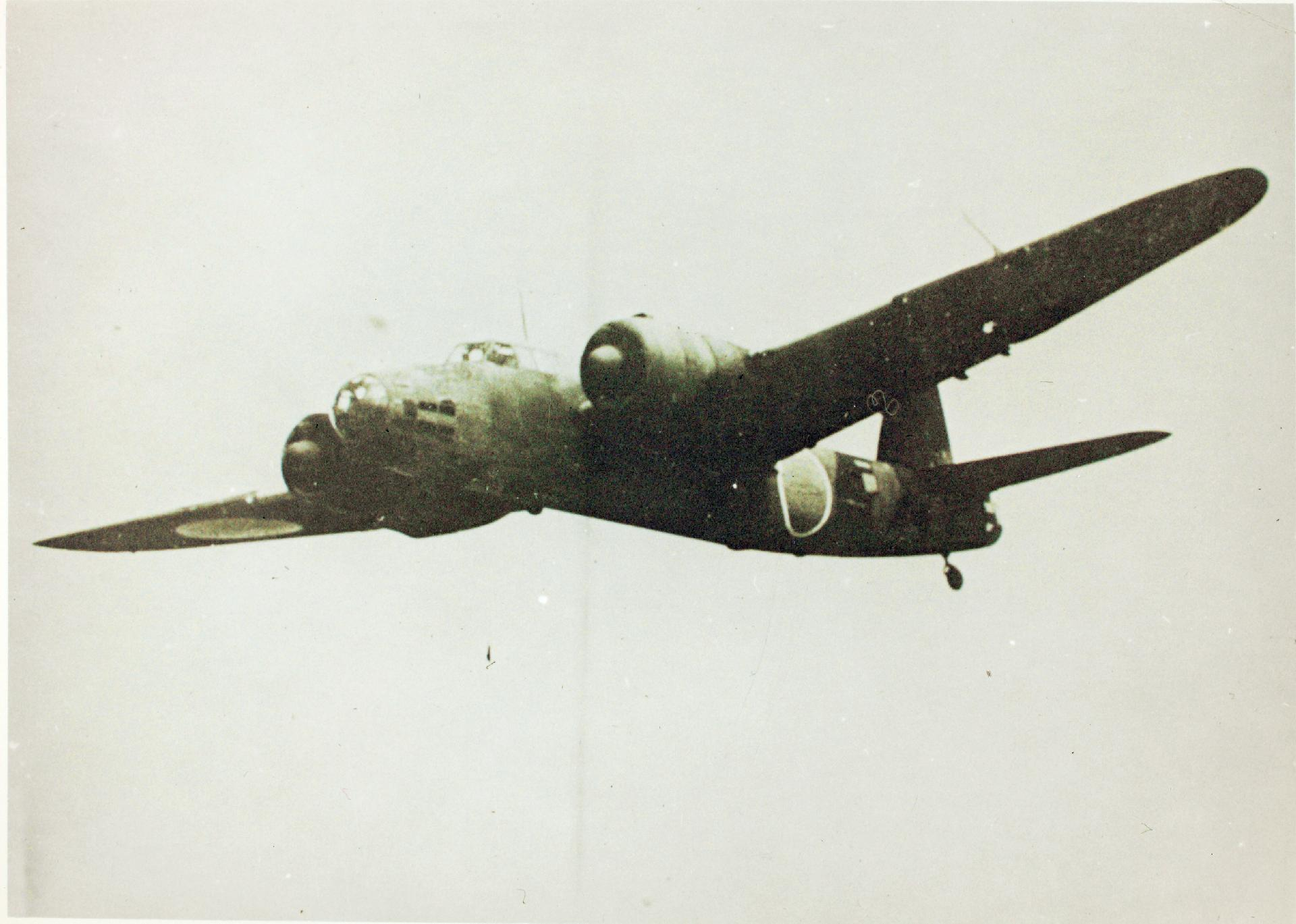
Ki-49 Donryu
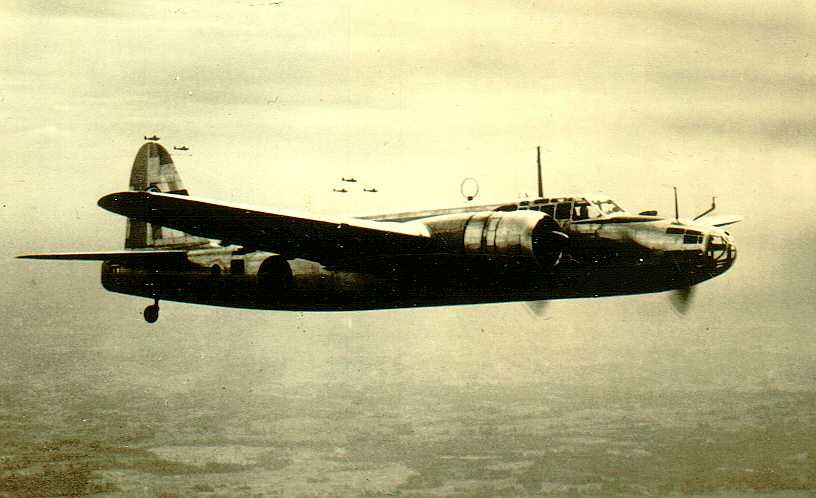
Ki-49 över Japan 1945
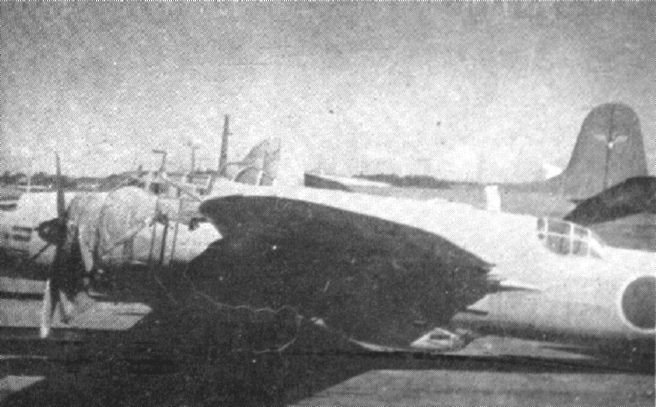
En väldigt få bilder på Ki-58
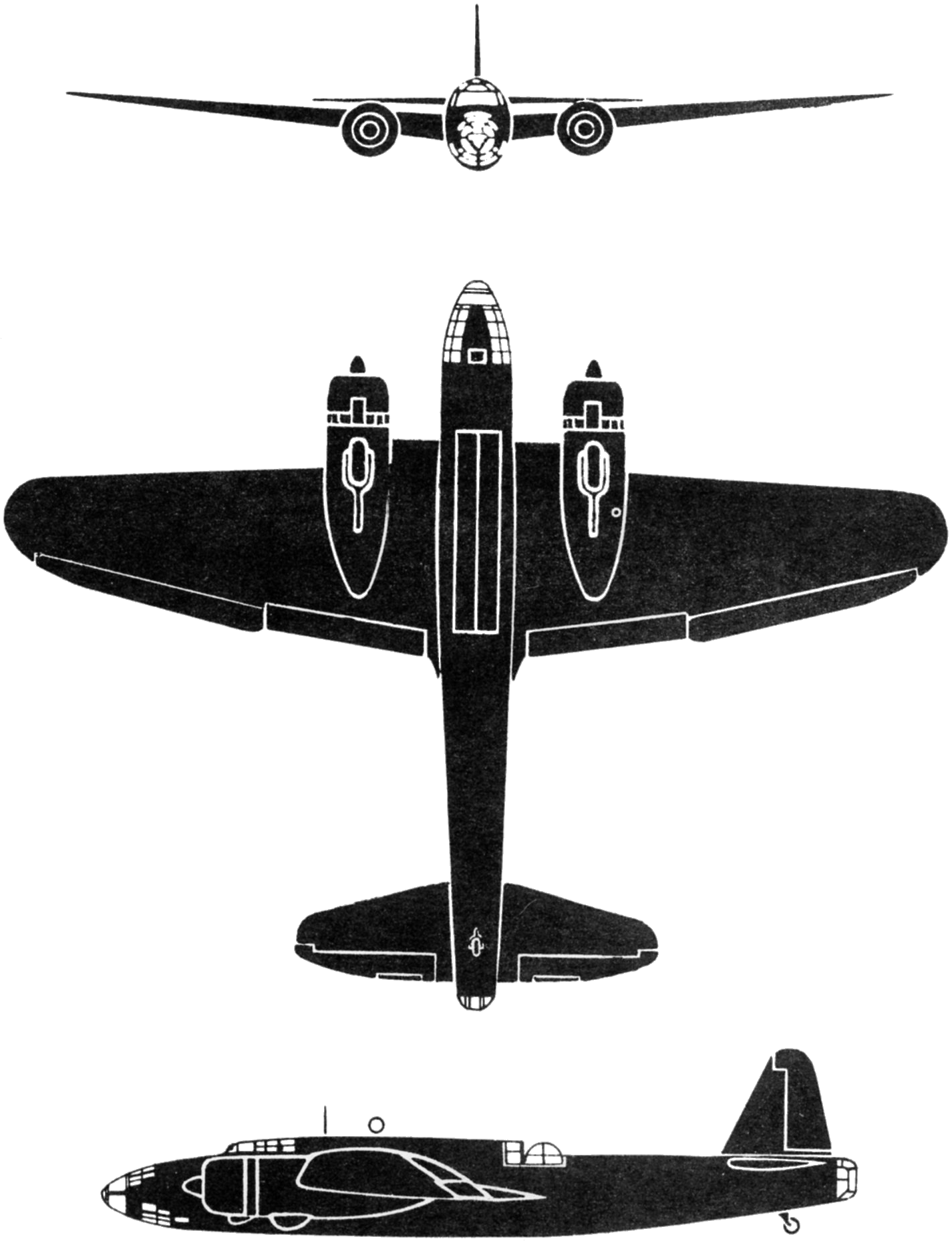
Ritning